# 小行星26119
小行星26119（26119 Duden）是一颗绕太阳运转的小行星，为主小行星带小行星。该小行星于1991年10月7日发现。

## 轨道参数
小行星26119的轨道半长轴为2.4062456 UA，离心率为0.226。